# 삼국지 (요시카와 에이지)
삼국지(三國志)는 일본 소설가 요시카와 에이지가 삼국지연의를 기초로 저술한 소설이다. 

## 목차
- 도원의 권
- 군성의 권
- 초망의 권
- 신도의 권
- 공명의 권
- 적벽의 권
- 망촉의 권
- 도남의 권
- 출사의 권
- 오장원의 권